# Ging Ging Sparkling
Ging Ging Sparkling（ギンギンスパークリング）は、FM FUKUOKAで月曜-木曜18:30-20:55に、6階Aスタジオで放送されていたラジオ番組。この番組の前身はBOOM UP! Fukuoka。番組での挨拶は「ギンバンワ！」である。
2009年9月24日放送の冒頭にて、当月末での番組終了が発表され、2009年10月よりSMASH WAVE枠をほぼ含む新番組Hyper Night Program GOW!!（月-木・16:30-20:55）がスタートすることが発表された。
なお、水-木コンビの椎葉ユウと田代奈々が、引き続き水曜日を担当することが併せて発表された。

## 放送時間
月曜-木曜　18:30-20:55

### 過去の放送時間
月曜-木曜　18:30-20:00　（2006年4月-2008年9月）

## パーソナリティ
月-火「うなギンギン！コンビ」

甲斐田貴之（2008年10月-現在　月-火）

コガ☆アキ（2008年10月-現在　月-火）
- キャッチコピーは、2人が同じ福岡県柳川市出身に由来する。2008年12月頃よりコールされなくなった。

水-木「週末・ギンギン妄想族コンビ」

椎葉ユウ（2006年4月-2008年9月　月-木、2008年10月-現在　水-木）

田代奈々（2006年4月-2008年3月　水-木、2008年4月-9月　月-木、2008年10月-現在　水-木）
- 自己紹介の時、田代奈々が「銀ネタ（例:Ging Ging 娘、田代奈々です。）」を言ったり、リスナーから送ってもらった銀ネタを言ったりする。ただし、最近はほとんど行われていない。
- 番組内でもハイテンションに妄想が展開されることから、このキャッチコピーがつけられた。

### 過去のパーソナリティ
ゆっきー　（2006年4月-2008年3月　月-火）
- 2008年3月31日をもって、ゆっきーが結婚・東京移住のため番組を卒業し、2008年4月1日から2008年9月30日まで田代奈々が月-木担当になった。

## タイムテーブル

### 月-火「うなギンギン！コンビ」
18:30　Ring Ring Sparkling 
テーマを決め、その日に電話をかけることの出来るリスナーをスタジオが決めた上で、スタジオに電話に電話をかけたリスナーとスタジオのパーソナリティが50秒間話をする。が、実際は50秒以上話をすることになるリスナーも多い。
18:50　Weather Report
19:00　Ring Ring Sparkling マッハ!

19時の時報の前にスタジオがリスナーに「合言葉」を発表する。（例：椎葉ユウが「リア」と答えたらリスナーが「カー」と答える）合言葉をパスできたリスナーにはお楽しみの「銀玉袋」がもらえる。また、「マッハ」のタイトル通り50秒キッカリで電話が終了する。
19:10　FM FUKUOKA Today's Report

2009年4月より、この時間に内包されるようになった。
19:15　ギンギンチャンプルー

2008年4月から始まった、この番組初のネタコーナーである。日替わりでパーソナリティが「お題」を出して、その「お題」にしたがってリスナーが答えを送ってくるという「大喜利」形式のコーナー。パーソナリティが今日一番よかったと認定した「きょういち」に選ばれると、番組オリジナルの「ギンギン姫かわステッカー」がプレゼントされる。また「きょういち」3回で、椎葉ユウと田代奈々が描かれた「てぬぐい」がプレゼントされる。
19:30　G線上の在りか　その1

この世に存在する数多のボーダーライン。どこまでがOKで、どこからがNGなのか!?物事のボーダーラインを「ギンギンでギリギリのライン＝G線」として、G線上の在りかをリスナーと一緒に探る。この時間より、テーマに沿ってリスナーからの投稿を受け付ける。結果発表は20時台で行われる。
19:45　（月）オッス! 武将番長

巷は空前の戦国武将ブーム。戦国武将マニアの武将番長（甲斐田貴之）が、話題の人物がどの武将タイプなのかを検証していくコーナーである。

（火）コーミンのSweet Adventure
リスナーからのお悩み相談を受け付け、愛の伝道師・コーミン（コガ☆アキ）が解決していくコーナー。タイトルとキャラクターは「松任谷由実のSweet Discovery（TOKYO FM製作・日曜13:00-13:55）」を捩ったようである。唯一このコーナーで「ハガキ募集」の告知を行っている。
20:00　ギンギン占い

椎葉ユウモーニンググルービから続く意味のわからない面白い占いである。甲斐田貴之とコガ☆アキが、血液型別に名曲を紹介しつつ占いを発表する「名曲占い」をする。2008年10月から2009年3月までリスナー参加型だったが、2009年4月より新コーナーがスタート。DJ2人のみでの進行に戻った。これまでの占いの内容は、#これまでのギンギン占いを参照。

20:10　G線上の在りか　その2

19時台募集した投稿内容を紹介する。リスナーとの生電話で「ボーダーラインを設定した内容と理由」を聞いたりもする。そして、ボーダーラインを決定する。月・火放送でゲストが登場する際は、この時間の出演が多い。
20:30　Song The Earth

甲斐田貴之とコガ☆アキがピックアップしたニュースを紹介し、ニュースのテーマに沿って選んだ曲を流す。
20:45　古今東西ギンギンゲーム

リスナーとコガ☆アキ（月・火）が、山手線ゲームで勝負する。

リスナーが勝てばアーティストグッズと、甲斐田貴之・コガ☆アキ2人の直筆サイン入りFM FUKUOKAのタイムテーブルがもらえる。
20:50　CDライブラリからひとつかみ

甲斐田貴之が無作為に選び出したCDナンバーに基づいてスタッフがガチンコでCDルームへCD探索へ行き、見つけてきたCDをエンディングナンバーとして流す。スタジオにいる甲斐田貴之とコガ☆アキは、流れてくる曲名を知らないため、曲紹介が行われない。

### 水-木「週末・ギンギン妄想族コンビ」
18:30　Ring Ring Sparkling 
18:45　ギンギン・サーチエンジン

「ギンギンサーチエンジンユウ」という設定の椎葉ユウに、田代奈々がその日に起こった出来事のキーワードを入力してニュースを聞く。最後は「よーし、今日もやっとすっきりした！ありがとう、ギンギンサーチエンジンユウ、助かったわ！」と言った後、投げキッス（ほとんどが「ぶちゅっ」である。）と椎葉ユウのリアクションで締める。
18:50　Weather Report

19:00　Ring Ring Sparkling マッハ!

19:10　FM FUKUOKA Today's Report

2009年4月より、この時間に内包されるようになった。
19:15　ギンギンチャンプルー

19:25　（木）Ring Ring Sparkling

週末情報やオススメ情報などを、その道のプロフェッショナルに電話して対談するコーナー。日本気象協会の手嶋準一さんなど、頻繁に出演する人もいる。
19:40　（水）3年B組銀パチ先生!!

椎葉ユウ扮する「坂本銀パチ先生」が、「体育教師の奈々先生」とともに、リスナーから寄せられた今日やってしまった失敗などの反省文を読んでコメントしたり、人生相談に答えたりする。「奈々先生」は角刈りでジャージといういでたちらしい。

（木）3年B組副担任ナナ先生!!

田代奈々扮する「体育教師の奈々先生」が、3年B組担任の「坂本銀パチ先生」とともに、リスナーから寄せられた今日やってしまった失敗などの反省文を読んでコメントしたり、人生相談に答えたりする。ナナ先生の場合は、「若干Mな男子生徒」からの反省文という設定である。また、コーナータイトルのBGMがターミネーターのメインテーマである。以前は「保健室のゆっきー先生」が月・火の担当だったが、東京の学校に転任してしまった。変わって「体育教師のナナ先生」が副担任に昇格し、コーナー化された。
20:00　（水）ピーバユウのピピピクラブ

19時台ラストにピーバユウ（椎葉ユウ）が「ピーワード（キーワードの一部にピー音が被せてある）」を発表する。20時の時報までにリスナーはピーワードが何なのかを想像して、20時台冒頭に「Ring Ring Sparklingマッハ!（19時台冒頭のコーナー）」同様一人限定でたまたま繋がったリスナーがピーワードを答える。正解不正解関係なく「銀玉袋」がもらえる。その後は50秒間しゃべる事ができる。

（木）クワエモアのモアモアナイト
19時台ラストにクワエモア（田代奈々）が、口に物を咥えながら「モアモアワード」を発表する。その後の進行は「ピーバユウのピピピクラブ」と同じである。
20:08　ギンギン占い

椎葉ユウ・田代奈々がインチキなキャラクターになって占いを繰り広げる。「演歌占い・タクシー占い・スナック占い」があり、それぞれ「ラッキーパーソン・ラッキープレイス・ラッキーフード」のどれかが一緒に占われる。2008年10月から2009年2月までは月-火同様20時00分スタートのリスナー参加型だったが、2009年3月より新コーナーがスタート、同時にこの時間に移動し2008年9月まで放送されていた進行形態に戻った。これまでの占いの内容は、#これまでのギンギン占いを参照。
20:13　（水・木）それだけハイスクール!!

2008年10月から始まったコーナー。リスナーが、今日一日の出来事を書き「ただそれだけ。」という語尾でまとめて投稿するコーナー。椎葉ユウと田代奈々が選ぶ「ただそれだけだったで賞」に選ばれると、アーティストグッズがプレゼントされる。椎葉ユウ曰く、「ラジオ番組のコーナー史上最も敷居の低いコーナー」だそうだ（ただし「敷居が高い（低い）」は誤用）。
20:25　ゲストコーナー
水・木放送でゲストが登場する際は、この時間となる。ゲスト出演した人に「最近ギンギンに○○した話（ギンギンに興奮した・楽しかった・怒った等）」を聞いている。他にも、CDリリース情報やライブ等のイベント情報を紹介したりする。
20:30　したと王国（キングダム）!

“太平洋の遥か彼方に実在するという「したと王国（キングダム）」。ここに暮らすワガママな王様は、毎日「○○したときに聴きたい曲」を欲しがっていて、そんなわがまな王様の出題するテーマに沿って、「国民（リスナー）」がリクエスト曲を持ち寄り、ON AIRして王様のご機嫌を伺う集いが開かれています”という設定。「椎葉大臣（椎葉ユウ）」と「田代大臣（田代奈々）」が、「国民（リスナー）」から集められたリクエスト曲を王様に発表する。この番組初のリクエストコーナーである。コーナータイトルは、福岡おもしろヒストリーでお馴染みの甲斐佑子さんである。
20:45　古今東西ギンギンゲーム

リスナーと田代奈々(水・木）が、山手線ゲームで勝負する。

リスナーが勝てばアーティストグッズと、椎葉ユウ・田代奈々2人の直筆サイン入りFM FUKUOKAのタイムテーブルがもらえる。
20:53　奈々トピア

番組終了直前（20時53分50秒頃）からわずか10秒間のみのコーナー。エコーに乗って、田代奈々がお姉様系ともお嬢様系とも思えるキャラで一言コメント。相方の椎葉ユウからは、「オレの中で一番面白いコーナーだ」と言われている。

## 終了したコーナー
- Ging Ging 人類学講座(2006年4月-2008年3月）

　「福岡人徹底調査」を行う。テーマを決めて（「あなたの一発ネタ」「あなたが見た空気読めない人」など）、月・水は街の人々へのインタビューを、火・木はリスナーからの反応を取り上げる。コメンテーターのゆっきーや田代奈々が気になった意見への感想を述べ、その後に自分の経験について語る。ちなみに、このコーナーで、田代奈々はゆっきーの、ゆっきーは田代奈々のモノマネをそれぞれ披露した。
- 銀太郎電鉄（2008年10月-2009年3月　月・火）

毎回、停車する地名を決め、リスナーから寄せられたその土地のレア情報を紹介していくコーナーである。コーナーの最後に、リスナーから募集した「停車した駅（街）のキャッチコピー」を決定する。原案は、桃太郎電鉄を捩ったもののようである。
- ギンギン夜明け前（2008年10月-2009年3月　月・火）

偉大な人物が成功する前（夜明け前）に経験したダメエピソードを紹介し、同時にリスナーから寄せられた夜明け前のダメエピソードを紹介する。月・火放送でゲストが登場する際は、このコーナーからの出演が多い。

## これまでのギンギン占い

### 椎葉ユウ＆ゆっきー
- 2006年4月-2007年3月  　月:ロックンロール  　火:ヒップホップ
- 2007年4月-2007年9月  　月:体操のおねえさん 　 火:沖縄の歌
- 2007年10月-2008年3月 　月:タクシー  　火:キャビンアテンダント

### 椎葉ユウ＆田代奈々
- 2006年4月-2007年3月  　水:ディスコ 　 木:レゲエ
- 2007年4月-2008年3月  　水:演歌 　 木:ディスコ
- 2008年4月-2008年9月 　月:タクシー 　火:ショップ店員 　水:演歌 　木:スナック
- 2008年10月-2009年2月 　水・木:演歌占い・タクシー占い・スナック占い　※リスナー参加型
- 2009年3月-2009年9月　　水・木:演歌占い・タクシー占い・スナック占い（ローテーション制）

### 甲斐田貴之＆コガ☆アキ
- 2008年10月-2008年12月  　月:BOØWY占い  火:中森明菜占い　※リスナー参加型
- 2009年1月-2008年3月  　月・火:音楽占い（日替わりでアーティスト1人に絞り、選曲する）　※リスナー参加型
- 2009年4月-2009年9月　　月・火:名曲占い（血液型別に選曲される、アーティストはランダム）

## ローソンとの商品タイアップ・応援企画
スタモニやMORNING JAMと同様、ローソンとタイアップした商品が発売されている。ただ、ギンギンの場合は「ローソンが発売する商品を応援する」ことが目的であり、スタモニやMORNING JAMなどのように共同でオリジナル商品を開発したわけではない。

### みそメロンパン
2009年2月24日発売。九州（沖縄を除く）・下関地区（豊北町・豊浦町は除く）限定。1個120円。
- 「パンの店　窯蔵」で販売されている人気商品「みそメロンパン」を、窯蔵店主・白水勝幸監修のもと、ローソンで再現して発売。
- 発売にあたり、Ging Ging Sparkling応援商品と銘打って「CM対決」を実施。4人のパーソナリティそれぞれが個性溢れるCMを製作し、リスナー投票で上位2つに選ばれた田代奈々製作・コガ☆アキ製作それぞれのCMが2009年2月24日の終日FM FUKUOKAにてCM放送されていた。投票で落選した椎葉ユウと甲斐田貴之の2人にはギャラが支払われないという罰ゲームがあった。

### ブラックどんたくカレーパン
2009年4月21日発売。福岡・佐賀・下関地区（豊北町・豊浦町は除く）限定。1個140円。
- 『STAND UP!博多あんぱん』『STAND UP!博多 桜もちあんぱん』（2008年2月5日発売）を監修した「シモンパン」店主・平田健太郎監修のもと、博多どんたく応援商品としてローソンより発売。
- Ging Ging Sparkling内で「カレー好きなミュージシャン・著名人などからお墨付きをもらい、博多の新名物にしていこう」という企画が放送され、吉井和哉、ザ・モッツ、漫画家のうえやまとち（クッキングパパ著者）などからお墨付きをもらっていた。うえやまとちは番組に生出演し、ギンギンゲームにも挑戦していた。

### 小金ちゃん焼ラーメン、スタミナ焼きめし
2009年8月4日発売。福岡・佐賀・長崎・熊本（水俣エリア除く）・下関市（一部除く）
- 福岡・天神にある超人気屋台「小金ちゃん」とローソンがタイアップした商品をGing Ging Psarklingで発売に先駆けてPR。
- 2009年7月27日〜8月6日放送のGing Ging Sparklingで、架空の屋台「小ギンちゃん」をオープンさせて、屋台の大将SEAMOにリスナーの愚痴を聞いてもらうコーナーを放送。最終日の8月6日には、FM FUKUOKA屋上で抽選で選ばれたリスナーを招待して屋台を実際に開き、SEAMOが生放送中にリスナーの愚痴を聞いた。
- 小金ちゃん焼きラーメン（カップ）　1個228円。
- 小金ちゃん監修スタミナ焼きめしおにぎり（焼きラーメン入）　1個150円。

## エピソード

### パーソナリティ関連
- 2006年7月3日〜7月4日まで、体調不良のため、ゆっきーが番組を欠席し、椎葉ユウ1人で番組を進めた。
- ゆっきーが髪をきった時に、椎葉ユウが何も言わなかったので、ゆっきーが怒った時がある。
- ゆっきーが結婚を発表した2008年3月24日だけ、椎葉ユウが検索し、「ギンギンサーチエンジンゆっきー」が答えるという形をとった。この時にゆっきーは結婚と東京移住、番組卒業を発表した。

### ゆっきーvs田代奈々関連
- 田代奈々は、時々ゆっきーを敵視するかのような発言をするが、これはどちらかというと椎葉ユウが二人の対立を煽っているからという側面が強い。
- 番組ではライバル関係になっていたゆっきーと田代奈々だが、2007年6月3日の19:00~20:00に特別番組「Ging Ging Sparkling Presents 吉川晃司スペシャル〜どっちの晃司SHOW!〜」で二人は共演し、吉川晃司をゲストに迎え、どっちが熱烈な吉川晃司ファンなのかを争った。結果はゆっきーが勝ち、吉川晃司にお姫様だっこをされている写真を田代奈々に撮らせた。田代奈々は、「努力しても報われないことがある」とコメントを残した。
- ゆっきーが結婚を発表した後最初の田代奈々の担当の日に、ゆっきー自らによる独身の田代奈々を挑発するようなメッセージで番組が始まった。その後も、椎葉ユウやリスナーが散々田代奈々をいじり回した。田代奈々は「タイに行っていたので、日本で何があったのかわからない。」とかわした。

### ギンギンゲーム関連
- ギンギンゲームのスペシャルウィークには、一日に数回このゲームを行い、現金がプレゼントされ、しかもパーソナリティが勝つと賞金がキャリーオーバーされるため、しばしば賞金が10万円を越えることもある。（時間が押している時などはスタジオがわざと負けてやっているようなこともあるが、スペシャルウィークではルールが厳格に適用される）。
- 2008年のボーナスウィークの前週、椎葉ユウと田代奈々は、別で仕事中の甲斐田貴之とコガ☆アキのケータイにアポなしで電話をかけ、天神FMで本番を終えたコガ☆アキに、「私はエフエム福岡のギンギン一本で頑張ります」と、目の前にいた天神FMのスタッフに宣言させた。
- このとき、田代奈々は甲斐田貴之とコガ☆アキの事を「使えねえヤツ」と発言したが、翌週月・火にコガ☆アキがギンギンゲームで善戦し、賞金を14万円までキャリーオーバーさせたため、水曜日に田代奈々が「コガ☆アキさんについては、発言を撤回させていただきます」と言った。続けて「甲斐田貴之については撤回しません」とも付け加えた。

### その他
- パーソナリティのテンションが異常に高く、番組審議会の人から文句が出たほどである。
- Weather Reportを外した事があったので、冒頭とWearther Report前に椎葉ユウがひたすら謝っていた事がある。
- ワールドカップで日本が敗れた時、冒頭でかなりショックを受けていた。
- 田代奈々は、日本対ブラジル戦を見らずに、エフエム福岡を聴くと言っていた。
- メールマガジンでリスナーの個人情報が漏れた。

## 関係のある事柄
- 椎葉ユウ
- 田代奈々
- 甲斐田貴之
- コガ☆アキ
- ゆっきー
- FM FUKUOKA

### 前後の番組
- 16:00 - SMASH WAVE
- 20:55 - Check This Out!